# Liste der Monuments historiques in Loyat
Die Liste der Monuments historiques in Loyat führt die Monuments historiques in der französischen Gemeinde Loyat auf.

## Liste der Bauwerke
| Bezeichnung               | Beschreibung | Standort          | Kennzeichnung | Schutzstatus | Datum | Bild |
| ------------------------- | ------------ | ----------------- | ------------- | ------------ | ----- | ---- |
| Schloss                   |              | (Lage)            | PA00091413    | Classé       | 1945  |      |
| Calvaire auf dem Friedhof |              | Grand Clos (Lage) | PA00091414    | Inscrit      | 1927  |      |

## Liste der Objekte
- Monuments historiques (Objekte) in Loyat in der Base Palissy des französischen Kultusministeriums